# ジュバランド

ジュバランド・ソマリア国
Dowlad Goboleedka Jubbaland ee Soomaaliya
ولاية أرض جوبا في الصومال

地域の標語：不明
地域の歌：不明

ジュバランド・ソマリア国（ジュバランド・ソマリアこく、ソマリ語: Dowlad Goboleedka Jubbaland ee Soomaaliya、アラビア語: ولاية أرض جوبا في الصومال、英語: Jubaland State of Somalia）はソマリアの南部を領域とする自治政府。また、ソマリアの行政区画である。ケニア、エチオピアに国境を接する。通称はジュバランド（ソマリ語: Jubbaland、アラビア語: جوبالاند、英語: Jubaland）で、他にジュバ渓谷（ソマリ語: Dooxada Jubba、英語: Juba Valley）、アザニア（ソマリ語: Azaaniya、アラビア語: آزانيا、英語: Azania）、トランス・ジュバ（イタリア語: Oltre Giuba、英語: Trans-Juba）などと呼ばれる。
ジュバランドは元々ソマリア南西部を流れるジュバ川西部のことを指す名称で、1925年6月29日にイギリスの植民地であったケニア植民地からイタリア王国に譲渡された（イタリア領トランス・ジュバ）。イタリア領トランス・ジュバは1926年にイタリア領ソマリランドに編入され、その後の独立に至る現在までソマリアの一地域となった。
この地域は現在まで続くソマリア内戦の数多くの戦いのあった場所である。地域は1998年から1999年には国家独立を宣言していた。その後2008年からアル・シャバブが実効支配し暫定政府軍やAMISOMと戦闘を続けていたが、2010年にアル・シャバブと協力関係にあったラスカンボニ旅団の一派が暫定連邦政府側に帰順、キスマヨからアル・シャバブを撃退した。現在はラスカンボニ運動の指導者アフメッド・モハメッド・イスラムが大統領に就任し、ジュバランド・ソマリア国として委任統治している。
2013年の取り決めで自治政府の領域は従来の行政区画では下部ジュバ州、中部ジュバ州、ゲド州である。面積は87,000平方キロメートル（33,000平方マイル）で、人口は約136万人（2014年）。首都はジュバ川河口近くの海岸に位置するキスマヨであったが、2013年4月にブアレに遷都。

## 歴史

### 植民化以前
ジュバランドはザンジバル・スルターン国がマスカットとオマーンから分裂し、そのアフリカの領土権を与えられたとき、1836年から1861年までマスカット・オマーン土侯国（現在のオマーン）に統治されていた。

### イギリスとイタリアによる支配
1890年11月7日、ザンジバルはイギリスの保護領になり、1895年7月1日にはアフリカ東の沿岸部の領土をイギリスに割譲した。ジュバランドはザンジバルのほかの領土とともにイギリス領東アフリカ（現在のケニア）の植民地となる。

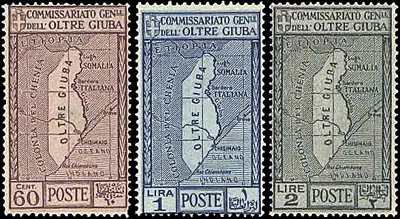
1926年のトランス・ジュバ切手.

その後、1925年6月29日にジュバランドはイタリアに割譲される、その割譲は第一次世界大戦で連合国側に参戦したことへの報酬であるとされた。ジュバランドはコラド・ゾリ総督のもとイタリア植民地トランス・ジュバ（イタリア語でOltre Giuba）となった。イタリアは1925年にジュバランドで初の郵便切手を発行した。イタリア語で"OLTRE GIUBA"（トランス・ジュバ）と印刷されていた。1926年7月30日に隣接するイタリア領ソマリランドに合併される。植民地の広さは87,000平方キロメートル（33,000平方マイル）あり、1926年の総人口は120,000人だった。

### ソマリアの一部としてのジュバランド
1960年7月1日にジュバランドはイタリア領ソマリランドとイギリス領ソマリランドとともにソマリア共和国の一部となる。1960年のソマリ独立以降の国内での人口移動はこの地域の重大な歴史的出来事としてあげられる。ジュバ地域にはソマリア・オガデン族とマレハン族が住んでいた。

### 1974年のダバデア飢饉の被害を受けた人々の再定住
1969年にクーデターで政権を取った第3代大統領モハメド・シアド・バーレは、1974年にソマリア北部やソマリア西部を襲った大飢饉の被害を受けた人のために再定住計画を策定した。このプログラムにより農村コミュニティが下部ジュバと中部ジュバに生まれた。この再定住プログラムはダンワダアガハや「コレクティブ・ドューティ」として知られる。農村コミュニティは北のイサック氏族やダルバハンテ氏族が主な構成員を占めた。
ソビエト連邦はソマリアと戦略的な関係を持っていたため、ソマリア空軍とともに飢饉の被害を受けたホビョ族やカイナダ族などを下部ジャバ地域にある政府の難民キャンプに運んだ。飢饉難民は当初モガディッシュから遠くない北東にあるジャウハーに運ばれた。人々はジャウハーからはモガディッシュ・キスマヨ回廊を軍用トラックで運ばれた。道路は荷物や家畜などを抱える人を運ぶ軍用トラックがあふれかえったため、移動には丸1日かかった。ダジューマ、サブラーレ、クンツワーレイの3カ所の再定住地域に加えダジューマ近くのホログレが4つめの定住地となる。
ホログレは川に流れ込む湖の名である。ダジューマは中部ジュバ地域にある。1970年代の再定住プログラムによって定住先で自分や家族の生活を確立したが、以前の居住先に戻っている。

### ソマリア内戦勃発

1998年～2001年までの国旗

1993年12月にモハメド・サイド・ヘルシ・モルガン率いる軍がキスマヨを制圧し、駐留していたベルギーの国連平和維持軍の撤退を要求した。彼の軍が国連が駐留していたことを利用し、モハメッド・ファッラ・アイディードとともに軍を再武装、再編成させた。マレハン族の支援を受けモルガン将軍は1999年までキスマヨを制圧下に置いていた。その間、モルガンは以前の敵、ソマリア救国民主戦線 (SSDF) と協力していた。モルガン将軍はケニア国境地域でも活動していた。彼の軍はそこで活動していたシアド・フセイン、オマー・ジェス、アーメッド・ハッシの軍と戦うことは稀であった。彼らはほとんどの労力を国内避難民や難民のために祈ることに使った。ドブリー難民キャンプ周辺地はもっとも危険で暴力的な地域になり、民兵による女性の強姦、支援物資を乗せた車の襲撃、難民へのゆすり・たかりなどは日常茶飯事だった。

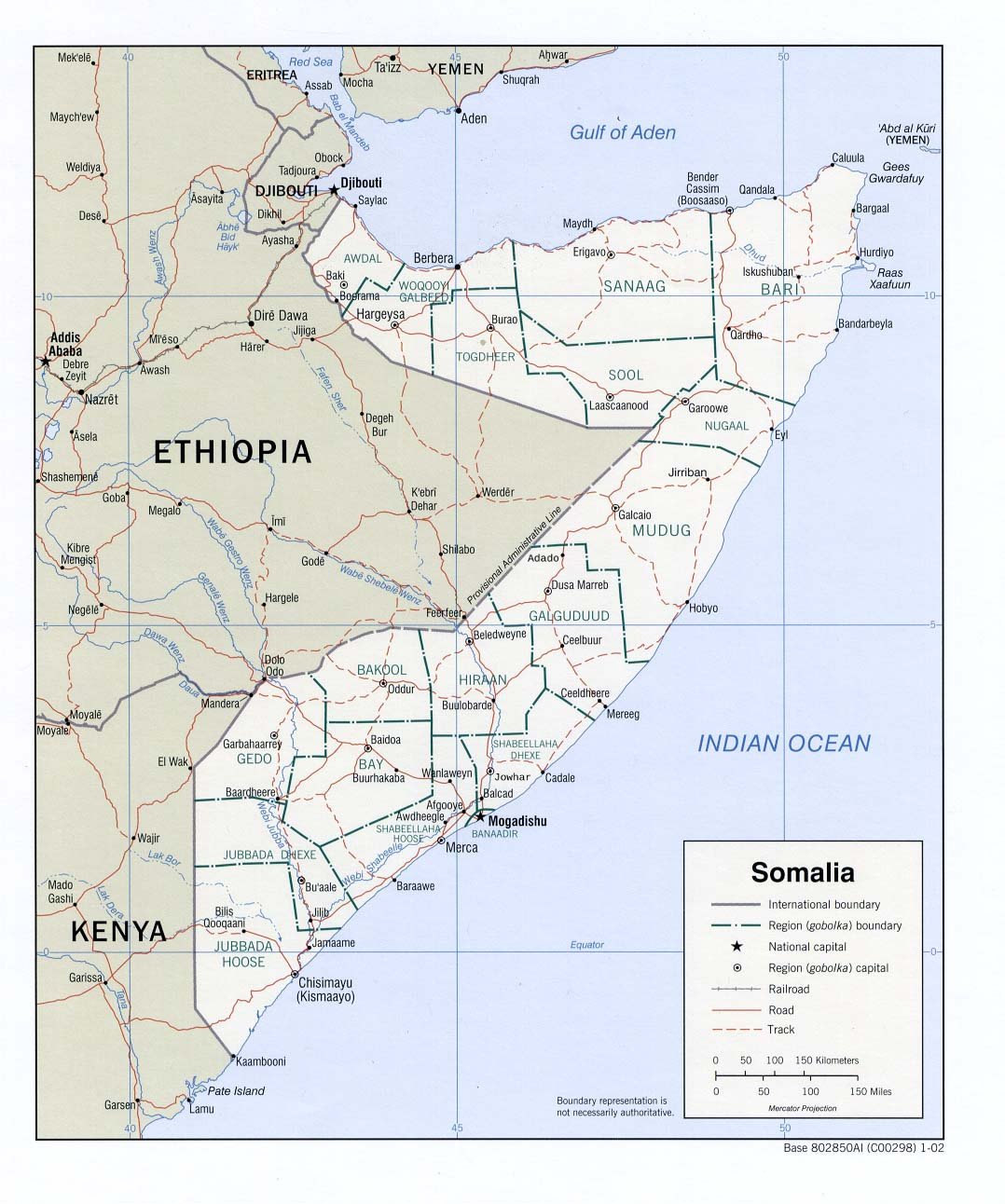
ソマリア地図

### 一時的な独立宣言
ソマリ国民戦線がマレハン族とほかの勢力に分裂した後、モルガンはリーダーの地位を失う。彼はその後、ソマリ愛国運動に加わる。ソマリ愛国運動はダロッド氏族民兵、ラハンウェイン抵抗軍と南部ソマリ国民運動 (SSNM) から構成されていた。
モルガンは自分がジュバランドと呼ぶ国の首長を1998年9月3日から1999年7月11日までつとめた。しかし1999年にアーメッド・ウォーサメのジュバ渓谷連合 (JVA) に領土を奪われ、2001年8月6日から7日にかけてキスマヨもあっさり占領されてしまう。キスマヨは2006年までJVAに占領される。

### ジュバ渓谷連合による支配
ジュバ渓谷連合 (JVA) はモルガン将軍と戦った。JVAのリーダー、バレ・アダン・シャイア・ヒイラアレ大佐は後にソマリア暫定連邦政府の防衛大臣になる。JVAの軍司令官はアブドゥラヒ・シェイク・イスマエル・ファラ＝タグだった。ジュババレー連合治安アーメド・モハメッド・ガノフはキスマヨにとどまった。
2001年6月18日、各部族の代表11人からなる代表はJVAと暫定連邦政府との同盟を決定した。以後は形式的にはソマリア暫定連邦政府領となる。ただし実効支配は、南部のいくつかのイスラーム武装勢力とたびたび争われることになる。
2001年8月6日、40台の戦闘車両と1000人の民兵を投入した10日間の戦闘の後、ジュババレー連合はキスマヨから北に移動し、ソマリア和解再生評議会 (SRRC) からジリブを奪う。2002年には暫定連邦政府と敵対していたソマリア和解再生評議会と戦闘を行い、ブロ・ハワから6000人の難民が発生した。2003年にキスマヨには国内避難民 (IDPs) 15000人が収容されていた。
2004年までにソマリア南部と中央部の戦闘によって国内避難民は86000人にまで増加したJVAとソマリア和解再生評議会間の戦闘による問題として地雷について言及されている。
最終的にSRRCの指導者モハメッド・ファッラ・アイディードはジュバ渓谷連合と暫定国民政府と和解し、2004年には暫定連邦政府の内務大臣になる。この暫定連邦政府は後に暫定国民政府を引き継ぐ。

### イスラム法廷連合の興亡
2006年8月、突如として力を付けたイスラム法廷連合は重要都市キスマヨを含む、下部ジュバ・中部ジュバを占領し、自治政府を打ち立てた。ジュババレー連合(JVA）は2006年9月のイスラム法廷連合との戦闘でキスマヨを失い、10月にはジュババレーを奪われる。
ジュバ渓谷連合 (JVA) 、すなわち暫定連邦政府 (TFG) の支配地域はゲドの一部のみとなり、指揮官や民兵の不足で苦戦を強いられたが、2006年12月にはエチオピアの軍事支援を受け、ジュババレーを奪還した。バイドアの戦闘後（12月20日から26日まで）、JVAはジュババレーの占領を再度宣言した。12月27日、イスラム法廷連合はブアアラ北のサラグレとサコウを放棄した。イスラム法廷連合はその後ジラブでの戦闘に敗北し、2007年1月1日キスマヨは軍事衝突なしで暫定連邦政府とエチオピア軍の手により占領される。

### アル・シャバブの台頭とラスカンボニ軍の寝返り
その後、イスラム法廷連合は消滅し、その残党がヒズブル・イスラムやアル・シャバブとなって活動を続ける。アル・シャバブは勢力を拡大し、ヒズブル・イスラムを吸収して、ジュバランドを中心としたソマリア南部を実効支配した。しかし、アル・シャバブと共闘関係にあり、2010年からはキスマヨを共同統治していたアフメッド・モハメッド・イスラム（通称マドベ）を筆頭とするグループがラスカンボニ運動を名乗り暫定連邦政府側に寝返り、ソマリア政府軍とともにドブレー、アフマドゥ、ビルタ・デールを次々と奪還。そして2012年9月28日にソマリア政府軍・ケニア軍とともにキスマヨからアル・シャバブを撃退した。

### 再建後
2014年ジュバランド政府はソマリア連邦政府と和解し自治地域としてソマリアに参加。
2024年11月25日、ジュバランド議会で大統領選挙が実施され、現職のアフメッド・モハメッド・イスラムが再選した。だが連邦政府は結果を認めず、イスラムに逮捕状を発行した。28日、ジュバランド政府は連邦政府との関係の停止を発表し、また連邦政府のハッサン・シェイク・モハムド大統領に逮捕状を発行した。